# Madeleine Peyroux
Madeleine Peyroux (n. 18 aprilie 1974, Athens, Georgia, Statele Unite ale Americii) este compozitoare și câtăreață americană de jazz. Madeleine Peyroux este un nume de referință în lumea jazz-ului fiind deseori comparată cu marea cântăreață din perioada interbelică, Billie Holiday.

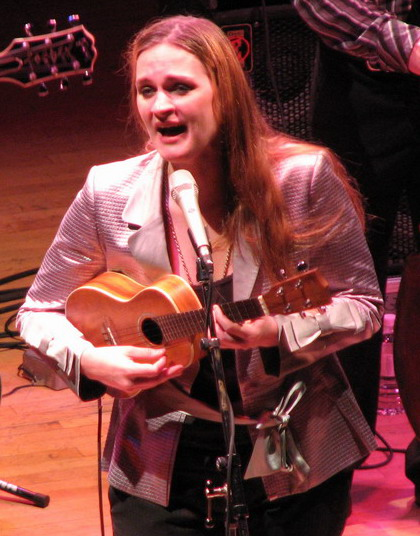
Madeleine Peyroux

## Cântece în interpretarea Madeleine Peyroux
- Got You on My Mind
- Dance Me to the End of Love
- Weary Blues
- You're Gonna Make Me Lonesome When You Go
- Lonesome road
- Don't Wait Too Long
- Blue Alert
- I'm All Right
- I Wish I Could Shimmy Like My Sister Kate

## Referinte
- Madeleine Peyroux – official site.
- Madeleine Peyroux discography at Discogs.
- Madeleine Peyroux biography on All About Jazz.
- Management – American Artists International

1. 1 2  „Madeleine Peyroux”, Gemeinsame Normdatei, accesat în 28 iunie 2022
2. ↑  Carnegie Hall linked open data, accesat în 2 mai 2022
3. ↑  Bibliothèque nationale de France, accesat în 28 iunie 2022